# Linnajärvi (sjö i S:t Michel, Södra Savolax)
Linnajärvi är en sjö i kommunen S:t Michel i landskapet Södra Savolax i Finland. Sjön ligger 93 meter över havet. Arean är 72 hektar och strandlinjen är 10,76 kilometer lång. Sjön  ingår i Vuoksens huvudavrinningsområde.   Den ligger nära S:t Michel och omkring 200 kilometer nordöst om Helsingfors. 
I sjön finns öarna Pitkäsaari och Martinsaari. 